# Elias Software
Elias Software AB är ett teknikföretag baserat i Stockholm. Företaget har utvecklat Elias Music Engine, vilken är en motor som spelföretag kan använda sig av för att underlätta integrering av adaptiv musik i sina spel. För att kunna arrangera och konfigurera spelmusiken så att den spelas upp korrekt i spelet har de även tagit fram en programvara speciellt avsedd för kompositörer kallad Elias Studio, som liknar en DAW. Motorn kan användas antingen direkt tillsammans med en spelmotor som t.ex. Unity eller Unreal Engine, men även i kombination med andra ljudmotorer som hanterar ljudeffekter. Idag använder sig både svenska och internationella spelutvecklare av Elias, däribland Avalanche, Bethesda Softworks och Angry Birds-studion Rovio.

## Urval av spel som använder Elias Music Engine[7]
- A Way Out
- Rage 2
- Mutant: Year Zero - Road to Eden
- Armed Heist
- Lake Ridden
- Seven - The Days Long Gone
- Gauntlet
- Rain of Reflections
- Protostrike